# 4038 Kristina
4038 Kristina је астероид главног астероидног појаса са средњом удаљеношћу од Сунца која износи 2,365 астрономских јединица (АЈ).
Апсолутна магнитуда астероида је 13,3.